# جورج بواتنگ
جرج بونتگ (انگلیسی: George Boateng؛ زادهٔ ۵ سپتامبر ۱۹۷۵) بازیکن فوتبال اهل پادشاهی هلند است.
از باشگاه‌هایی که در آن بازی کرده‌است می‌توان به باشگاه فوتبال ناتینگهام فارست، باشگاه فوتبال استون ویلا، باشگاه فوتبال میدلزبرو، باشگاه فوتبال کاونتری سیتی، باشگاه فوتبال هال سیتی، باشگاه فوتبال فاینورد، و باشگاه فوتبال اکسلسیور اشاره کرد.
وی همچنین در تیم‌های ملی فوتبال زیر ۲۱ سال هلند و هلند بازی کرده‌است.